# آبشار مک‌وی
آبشار مک‌وی (به انگلیسی: McWay Falls) آبشاری است که در ساحل بیگ سور در ایالت کالیفرنیا، ایالات متحده آمریکا واقع شده‌است.
بلندترین ریزشگاه آن ۲۵ متر ارتفاع دارد. حوضهٔ آبریز این آبشار، اقیانوس آرام است.